# Isla Mon Louis
La isla Mon Louis, originalmente conocida como Isle aux Maraguans, es una isla en la costa de los Estados Unidos, específicamente en el sureño estado de Alabama, al sur de la ciudad de Mobile. Situada al sureste del condado de Mobile, que tiene una elevación media de 2,1 m, alrededor de 3,2 km de ancho y 9,7 km de largo, y que está delimitada por el río Fowl, en el norte y el oeste, la bahía de Mobile, en el este, y el Mississippi Sound, en el sur. Mon Louis es atravesada por la carretera 193 del estado de Alabama, que la recorre en sentido norte-sur a lo largo del borde oriental de la isla. Las comunidades no incorporadas de Alabama Port, Heron Bay, y Mon Louis se encuentran en la isla.
Mon Louis fue colonizada en el siglo XVIII como parte de la Luisiana francesa. Una concesión de la tierra fue hecha para Nicholas Baudin, señor de Miragouane, el 12 de noviembre de 1710. Baudin era de Mont-Louis, Francia. Se estableció un asentamiento en el extremo norte de la isla conocida como Miragouane. La isla comenzó a llamarse Mon Louis, en honor de su ciudad natal. En el siglo XIX, la isla estaba poblada por personas originarias de diversos países y criollos, con una mezcla de varios grupos étnicos.